# Wanted – $5,000
Wanted – $5,000 er en amerikansk stumfilm fra 1919 af Gilbert Pratt.

## Medvirkende
- Harold Lloyd
- Bebe Daniels
- Sammy Brooks
- William Gillespie
- Lew Harvey